# Lavrazija
Lavrazija je bila velika celina v zemeljski zgodovini, ki naj bi nastala pred 200 milijoni let z razpadom Pangee na dva dela. Druga velika celina je bila Gondvana, ki je ležala južno od Lavrazije.
Veliko celino je prvi poimenoval Alfred Wegener leta 1912, ko je predstavil svojo teorijo o potovanju celin. Pri nastanku svoje teorije se Wegener ni opiral le na zrcalno podobnost med afriško in južnoameriško obalo, ampka tudi na podobno geološko sestavo in razširjenost fosilov na obeh straneh Atlantika.Po njegovem mnenju je Lavrazija obsegala Lavrencijo in Evrazijo. Lavrencija je bila sestavljena iz današnje Severne Amerike, Grenlandije in delov severnozahodne Evrope.